# La Dérive (film, 1964)
Pour les articles homonymes, voir La Dérive.
Pour plus de détails, voir Fiche technique et Distribution.
La Dérive, ou Une fille à la dérive, est un film français réalisé par Paula Delsol en 1962, sorti en 1964.

## Synopsis
Adepte de la débrouille, Jacquie, 20 ans, mène une existence sans attaches entre Paris et le sud de la France. Ce matin-là, elle quitte la capitale en compagnie de Pierre, un ami guitariste, pour la côte méditerranéenne. Mais Pierre plaque sa compagne, qui continue seule sa route. Elle est bientôt prise en stop par un étudiant. Ils font étape chez Claire et Maurice, un couple plutôt mal assorti. Maurice fait immédiatement montre d'un intérêt marqué pour la jeune fille, mais celle-ci poursuit son chemin jusque chez sa mère, à Palavas-les-Flots. Là, Jacquie retrouve un ami de longue date, Jean, toujours amoureux d'elle. Négligeant les sentiments de son ancien camarade, elle jette son dévolu sur Régis, le neveu de Maurice. Mais cette aventure ne dure guère, et Jacquie retourne vivre chez sa mère. Cette dernière et la sœur de Jacquie se montrent vite exaspérées par la vie oisive de l'enfant prodigue, et l'obligent à chercher du travail.

## Fiche technique
- Titre : La Dérive
- Réalisation : Paula Delsol
- Scénario et dialogues : Paula Delsol
- Photographie : Jean Malige et Raymond Heil
- Musique : Roger Bène et Christian Donnadieu
- Montage : Agnès Guillemot, assistée de Françoise Collin
- Son : Paul Boistelle
- Production : Productions Cinématographiques du Languedoc
- Directeur de production : Sacha Kamenka
- Genre : Drame et romance
- Pays d'origine :  France
- Durée : 84 minutes
- Date de sortie : France - 19 août 1964

## Distribution
- Jacqueline Vandal : Jacqueline dite Jacquie
- Lucien Barjon : Maurice Combe
- André Nader : Jean, le pêcheur
- Paulette Dubost : la mère de Jacquie
- Jean-François Calvé : Régis
- Jean-Loup Reynold : l'étudiant en médecine
- Jules Dussol : Poissonnade, le camionneur
- Anne-Marie Coffinet : Claire
- Monique Bonnafous : la sœur de Jacquie
- Noële Noblecourt : Agathe
- Marc-Hervé Sourine : Marc
- Pierre Barouh : Pierre, le guitariste
- Bernard Malige : l'enfant dans le train

## Appréciation critique
« Paule Delsol sait exactement où elle veut en venir, elle a le sens aigu du dialogue, parle de  l'amour avec une telle franchise que bien des mâles en sont courroucés. Elle dirige ses acteurs avec une fermeté rare chez n'importe quel metteur en scène français. »

— Louis Marcorelles, Cahiers du cinéma, n°153, p.57

« Ce film fit scandale parmi la critique puritaine. Cette « fiancée du pirate » avant la lettre reçut quand même le grand prix de la Fédération française des ciné-clubs. Il évoque la vie d'une femme qui tente de réaliser ses désirs sans aucune concession dans une époque, la nôtre, où cela est logiquement le plus possible. »

— Télérama.fr

### Revue de presse
- Jacques Siclier, "La Dérive" (entretien), Télérama, 27 octobre 1963.
- Michèle Manceaux, "Paule Delsol : une femme qui comprend les femmes" (entretien), L'Express, 31 octobre 1963.
- René Quinson, "Jacqueline Vandal... à la dérive" (entretien), Combat, 1er décembre 1963.
- Jacqueline Fabre, "Paula Delsol, nouveau metteur en scène féminin...", Libération, 1er février 1964.
- Louis Marcorelles, "La Dérive", Cahiers du cinéma n°153, mars 1964, pp. 56-57.
- Anonyme, "La Dérive de Paule Delsol : le film d'une femme" (entretien), Ciné-club méditerranée n°30, printemps 1964.
- Pierre Levamis, "Paule au pays des hommes", Ciné-club méditerranée n°30, printemps 1964.
- Michel Mardore, "La Dérive", Lui n°8, juillet 1964.
- Claude Obernal, "Paule Delsol metteur en scène" (entretien), Femmes d'aujourd'hui n°1003, 23 juillet 1964.
- Henry Chapier, "Une fille à la dérive", Combat, 20 août 1964.
- Henry Magnan, "Films de femmes : Une fille à la dérive, Salut les Cubains", Libération, 21 août 1964.
- Edmond Gilles, "Manon Lescaut moderne", L'Humanité, 22 août 1964.
- P. Ms. "Une fille à la dérive", Le Figaro, 22-23 août 1964.
- Anonyme, "La Dérive, un film prude sur un sujet interdit aux moins de 18 ans", L'Humanité dimanche, 23 août 1964.
- Albert Cervoni, "La Dérive de Paule Delsol (...)", France nouvelle n°984, 26-31 août 1964.
- Michel Duran, "Une fille à la dérive", Le Canard enchaîné, 26 août 1964.
- Alain Vanier, "Les Malheurs de Jacqueline", Les Lettres françaises, 27 août 1964.
- Sylvie de Nussac, "La Rousse, la Blonde et l'Amour (...)", Le Nouveau Candide, 27 août 1964.
- Pierre Mazars, "Le cinéma", Le Figaro littéraire, 27 août 1964.
- C., "Une fille à la dérive", Le Film français, 28 août 1964.
- Claude-Marie Trémois, "Une fille à la dérive", Télérama n°763, 30 août 1964.
- Michel Aubriant, "N'avait qu'à être moins idiote", Paris-Presse / L'Intransigeant, s. d.
- Jean-Louis Quennessen, "Une fille à la dérive", France-Soir, (?) sept. 1964.
- M. Garrigou-Lagrange, "Un repas de mauvais goût", Témoignage chrétien, 3 septembre 1964.
- Anonyme, "Si l'amour était libre en France", Le Figaro littéraire, 3 septembre 1964.
- André Lafargue, "Une fille à la dérive", Le Parisien libéré, 4 septembre 1964.
- Roger Régent, "La croisée des chemins", La Revue des deux mondes n°18, 15 septembre 1964, pp. 299-300.
- Jean de Baroncelli, "Une fille à la dérive", Le Monde, 16 septembre 1964.
- Anne Andreu, "Paule Delsol : Nous sommes moins folles et plus honnêtes que les hommes" (entretien), Paris-Presse / L'Intransigeant, 21 septembre 1964.
- Thérèse Fournier, "Paule Delsol a fait quatre métiers simultanément", Journal du dimanche, 24 septembre 1964.
- Anonyme, "Une fille à la dérive", Détective, 28 septembre 1964.
- Michel Delahaye, "Le Virage", Cahiers du cinéma n°159, octobre 1964, pp. 62-64.
- Jean Collet, "Une fille à la dérive", Signes du temps n°3, octobre 1964.
- Claude Miller, « Une Fille à la dérive », Téléciné, no 117, Paris, Fédération des Loisirs et Culture Cinématographique (FLECC), octobre-novembre 1964,  (ISSN 0049-3287)
- Jean-Jacques Vernon, "La Dérive de Paule Delsol", Tribune socialiste, 2 octobre 1964.
- Jacques Siclier, "Les Femmes", Télérama, 1er novembre 1964 (?)
- Pierre Billard, "La Dérive", Cinéma 64 n°90, novembre 1964.
- Guy Gauthier, "Une fille à la dérive", Image et son n°181, février 1965.
- Georges Dupeyron, "Une fille à la dérive", Europe n°431-432, mars-avril 1965, pp. 314-316.
- Michèle Grandjean, "Paule Delsol, une des trois femmes metteur en scène en France (...)" (entretien), Femmes médecins, mai-juin 1965.
- Jean Douchet, "Un trimestre au cinéma", VO n°1, automne 1964.
- François Pasche, "La Dérive", Travelling n°8, printemps 1965.
- Michel Delahaye, "Paule Delsol : La Dérive" (entretien), Cahiers du cinéma n°187, février 1967.
- Louis Marcorelles, "Une femme libre de 1960", Le Monde, 3 décembre 1988.
- Bernard Bastide, Jacques Olivier Durand. Dictionnaire du cinéma dans le Gard. Montpellier : Les Presses du Languedoc, 1999, pp.92-94.
- Hervé Gauville, "La Dérive : histoire d'un film oublié", Trafic n°78, été 2011, pp. 137-143.
- Tim Palmer, "Paule Delsol inside and outside the French New Wave", Studies in French Cinema vol. 17, n°2, 144-164, 2017.
- Bernard Bastide. "La Dérive : un film "en avance sur son temps", La Gazette de Nîmes n°885, 19-25 mai 2016, pp. 24-25.